# 喫茶アネモネ
『喫茶アネモネ』（きっさアネモネ）は、柘植文による日本の短編漫画作品。『東京新聞』（中日新聞東京本社）および中日新聞において、2017年10月から週1で連載中。

## あらすじ
とある町の喫茶店、アネモネでのちょっとかわった店員さんとお客さんによって繰り広げられるコメディー作品。

## 登場人物
マスター
喫茶アネモネの店主。かなりの年配（80代）で、いつもボソボソとしか話さないが、よっぽど強く何かを感じたときは喋る。妻帯者で雷が苦手。
よっちゃん（本名：よしこ）
アネモネのバイトでホール。1年6ヶ月アネモネで働いている。昔は不良グループ愛怒留の総長だったが、現在は脱退している。
安達さん
50代後半の、アネモネの隣にある安達不動産の経営者。アネモネの常連。
青年
アネモネの常連の大学生。時々アネモネでバイトしている。ホームシックにかかっていたが、アネモネの手ごねハンバーグを食べたら元気になった。
マリコママ
アネモネの常連。スナック"マリコの秘密"の店主。極度の猫舌。63歳、バツ3。
ぐっさん
アネモネの向かいにある仏具屋の主人で洋犬マロンの飼い主。マスターとは腐れ縁で、雪だるま作りなどで張り合っている。
吉岡仁
アネモネ近所の「吉岡珈琲」店主。こだわりのブレンドコーヒー（１杯950円）で、焙煎に満足いかないと臨時休業するほどだが、疲れた時はアネモネに行って生気を取り戻す。

## 主なメニュー
・ブレンドコーヒー
・キリマンジャロコーヒー
・ウィンナーコーヒー
・ホットミルク
・手しぼりオレンジジュース（600円）
「マスターしぼり」と「よっちゃんしぼり」の２種類。
・レモンスカッシュ
マスターが雷の気配を察知すると、レモンが厚切りになる。
・アイスコーヒー
・新アイスコーヒー(1,000円）
中に入れる氷もコーヒーでできているが、ぼったくり価格すぎてマスターが提供後に罪悪感で震えだす。
・静岡緑茶
・ゆず茶（冬限定）
・甘酒（冬限定）
・サンドウィッチ類
ハムサンド、卵サンド、ツナサンド、ミックスサンド
・スペシャルトースト
マスターのお昼寝時間（15時～16時）のみ提供される、よっちゃん特製トースト。これ目当てのお客さんで混み合うくらい美味。
・カレー（680円）
マスターがこだわって作る美味なカレー。
・オムライス
・えびピラフ
・ナポリタン
・ソース焼きそば
目の前でトッピングの鰹節を好きな量、かいてもらえる。
・ホットケーキ
・コーヒーゼリー(480円)
常連の安達さんおすすめメニュー。洋酒がほんのりかかっているのがポイントだが、本当のこだわりは配色で、材料が１つ欠けただけでもマスターが作ってくれない。
・かき氷
昔ながらのシャリっとしたかき氷。
・おせちの残りパフェ
1月4日～8日、かつ1日1食限定メニュー。見た目はアレだが、一番下のなます（酢の物）を除けば美味で、人気メニュー。

## 反響
単行本第1巻の発売前から重版がかかった。

## 制作背景
作者によると「（掲載が）新聞のため、いろいろな人に受け入れられやすいもの、1ページで面白く描けそうなもの」と考え、「日常的でいろんな人の出入りがあって漫画にしやすそう」な喫茶店を舞台にした。本作の1話にかかる時間はネームに半日から2日、原稿に7〜8時間で、線を鉛筆で描き、パソコンで彩色をしている。生活のすべてをネタにしているという。作者は読者の年代を意識せず、「子どもから大人まで、いろんな人に分かりやすいように」という気持ちで描いており、「みなさんに楽しんでもらえたらうれしい」と語っている。

## 書誌情報
- 柘植文『喫茶アネモネ』東京新聞出版社会事業部（中日新聞東京本社）〈単行本〉、既刊2巻（2024年5月6日現在）
  1. 2021年1月26日発売[3]、ISBN 978-4808310547
  2. 2022年9月22日発売[4]、ISBN 978-4808310752